# Amadou Sanneh
Amadou Sanneh (* 20. Jahrhundert) ist ein Buchhalter und Politiker im westafrikanischen Staat Gambia. Von Juni 2018 bis März 2019 war er Minister für Handel, Regionale Integration und Beschäftigung (Minister of Trade, Regional Integration and Employment) im Kabinett Adama Barrow I.

## Leben
Sanneh machte eine Ausbildung als Buchhalter und war einige Zeit in der Ersten Republik Gambias als Hauptbuchhalter in Gambia angestellt. Zeitweilig hat er auch eine Privatfirma namens A. A. Co. betrieben. 2010 war er bei der National Agricultural Research Institute (NARI) als Rechnungsprüfer tätig.
Sanneh engagiert sich seit 1995 in der United Democratic Party (UDP) und ist deren Schatzmeister.
Während der Präsidentschaftswahl 1996 war Sanneh verhaftet.
Ende 2013 schrieb Sanneh ein Brief der Unterstützung für Malang Fatty, der beabsichtigte, Asyl im Ausland zu beantragen. In dem Brief hatte Sanneh behauptet, dass Fatty der Empfänger von Todesdrohungen von staatlichen Sicherheitskräften war und dass die UDP routinemäßig von der gambischen Regierung verfolgt wurde. Am 19. September 2013 wurde Fatty vom gambischen Geheimdienst der National Intelligence Agency (NIA) am Grenzübergang bei Amdallai verhaftet als er versuchte, das Land zu verlassen. Zur Zeit seiner Verhaftung war Fatty im Besitz des Briefes von Sanneh. Die NIA verhaftete auch Alhagie Sambou Fatty, Malang Fattys Bruder, der Sanneh gebeten hatte, den Brief zu schreiben. Sanneh selbst wurde am 25. September 2013 von NIA-Agenten verhaftet. Sanneh und die Fatty-Brüder wurden für fast einen Monat ohne Kontakt zur Außenwelt festgehalten, und alle drei behaupteten, dass sie während dieser Zeit gefoltert worden seien. Am 9. Oktober wurden sie einem Richter vorgeführt, Malang Fatty und Alhagie Sambou Fatty plädierten auf schuldig, Sanneh plädierte auf nicht schuldig. Der Prozess begann am 7. November 2013 im Sonderstrafgerichtshof. Am 18. Dezember 2013 wurden alle drei vom Emmanuel Nkea zu einer Gefängnisstrafe von fünf Jahren verurteilt. Amnesty International gehörte zu den Organisationen, die den Richterspruch verurteilten, und sie veröffentlichten eine Erklärung: „Die Verurteilungen gegen drei Oppositionspolitiker in Gambia müssen aufgehoben werden, und die Behörden müssen sie sofort und bedingungslos freilassen.“ Im Juli 2015 wurde Rechtsmittel eingelegt, aber der Prozess wurde verloren, nachdem die Richter Edrissa M’Bai und Na-Ceesay im ursprünglichen Fall keinen Justizirrtum gefunden hatten.
Sanneh wurde am 30. Januar 2017 vom neu gewählte Staatspräsident Adama Barrow, der ab 2006 stellvertretender Schatzmeister der UDP war, aus der Haft entlassen und am 1. Februar als Finanz- und Wirtschaftsminister in sein Kabinett ernannt.
Bei einer größeren Kabinettsumbildung am 29. Juni 2018 wurde Sanneh Minister für Handel, Regionale Integration und Beschäftigung (englisch Minister of Trade, Regional Integration and Employment). Am 15. März 2019 wurde er bei einer kleinen Kabinettsumbildung aus dem Kabinett entlassen.

## Familie
Sanneh ist verheiratet mit Haddijatou Sanneh, einer ehemaligen Mitarbeiterin von Gambia International Airlines. Im Jahr 2002 verlor sie ihren Job wegen ihrer Verbindung zur UDP durch ihren Ehemann, nach dem Gerichtsverfahren Haddijatou Sanneh gegen Gambia International Airline Civil Suit Nr. 73/2002.